# Glorieta (Kluczbork)

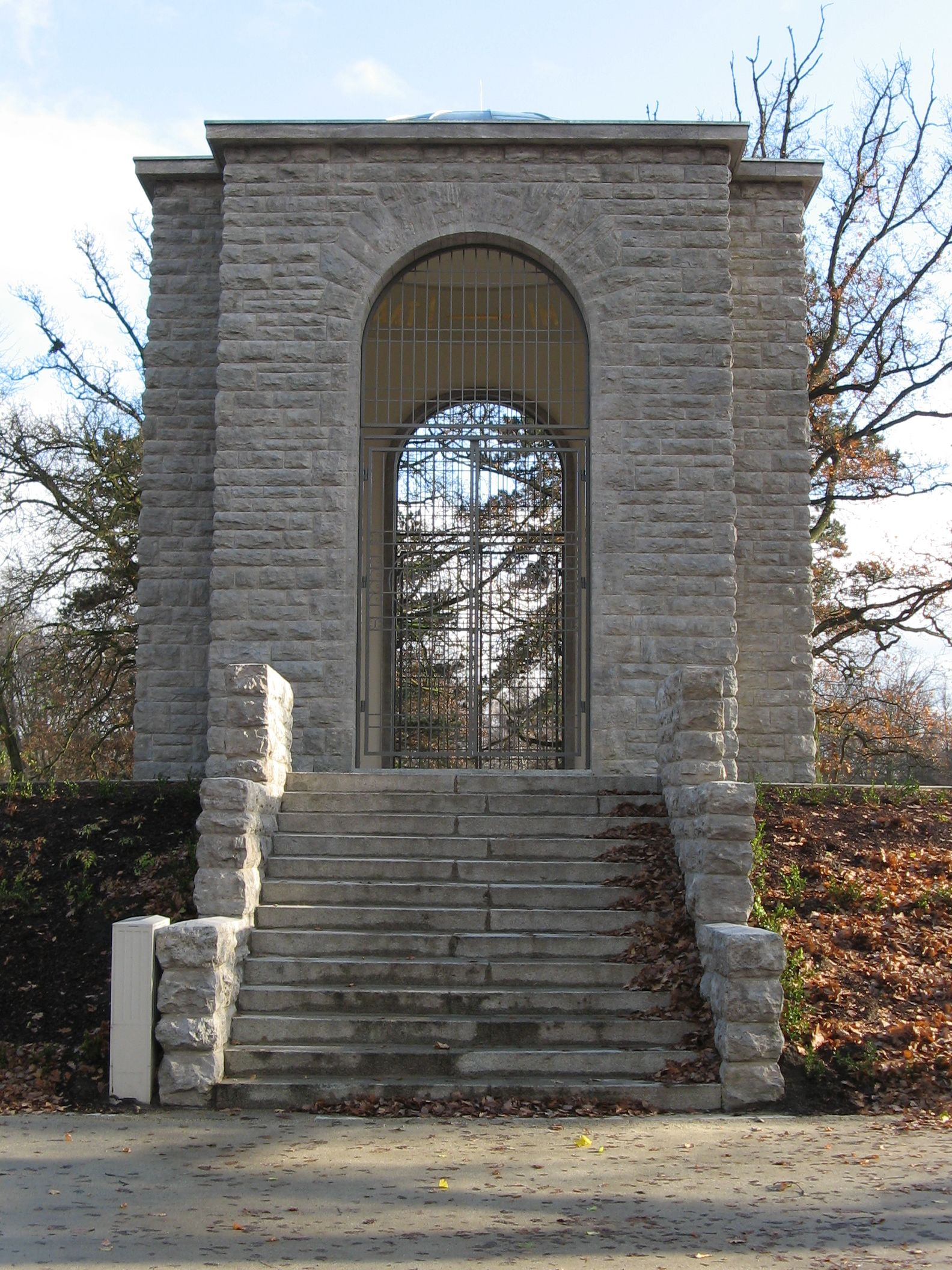
Glorieta po renowacji

Glorieta w Kluczborku – umiejscowiona w Parku miejskim glorieta, poświęcona poległym w czasie I wojny światowej mieszkańcom Kluczborka, została odsłonięta 30 października 1927. Projektantem jest Hans Muhlfeld z Lippstadt w Westfalii. W 2010 została przeprowadzona renowacja Parku Miejskiego, w tym gloriety, w której wymieniono posadzkę, zamontowano nowe kraty w łukach monumentu oraz naprawiono sklepienie.